# Hermann Berghaus

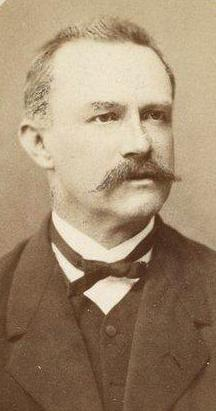
Hermann Berghaus.

Hermann Berghaus, född 16 november 1828 i Herford, död 3 december 1890 i Gotha, var en tysk kartograf, brorson till Heinrich Berghaus.
Berghaus utbildades av farbrodern och tillhörde från 1852 Justus Perthes geografiska anstalt i Gotha och utförde för denna en mängd förträffliga kartografiska arbeten, bland annat många blad för Adolf Stielers och Emil von Sydows kartböcker, den allmänt spridda Chart of the World (åtta blad, elfte upplagan 1886) samt flera fysikaliska väggkartor över Jorden och över olika världsdelar samt skolkartböcker. Därjämte bearbetade han i tillsammans med flera fackmän farbroderns "Physikalischer Atlas" (1887-1892).